# Malý Polec
Malý Polec je přírodní rezervace 5,5 kilometru jihozápadně od obce Stachy v  okrese Prachatice. Chráněné území zaujímá jižní až jihozápadní úbočí Churáňovského vrchu (1120 m) v jihozápadním sousedství meteorologické stanice Churáňov a lyžařského střediska Zadov. Spravuje ji Správa NP Šumava.
Důvodem ochrany je menší vrchoviště s porosty kleče. Rašeliniště bylo v minulosti těženo pro získání rašeliny, těžba skončila na počátku 20. století.